# Новоматвеевское (Николаевская область)
Новоматвеевское (укр. Новоматвіївське) — село в Новоодесском районе Николаевской области Украины.
Основано в 1810 году. Население по переписи 2022 года составляло 200 человек. Почтовый индекс — 56654. Телефонный код — 5167. Занимает площадь 0,379 км².

## Местный совет
56654, Николаевская обл., Новоодесский р-н, с. Кандыбино, ул. Горького, 22